# Kristianstad HK
Kristianstads Handbollsklubb (Kristianstad HK, Kristianstad Handboll) är en damhandbollsklubb från Kristianstad i Skåne län. Klubben bildades den 15 juni 2005 sedan IFK Ungdom bröt med IFK Kristianstad.

## Historia
Klubben kom upp i damallsvenskan våren 2013,  tog en andraplats i allsvenskan 2014 men misslyckades i elitseriekval mot Heid 2014. 2015 blev man seriesegrare i allsvenskan och elitserieklara.
2015-2016 spelade klubben i Damelitserien. Man klarade sig i april 2016 genom kval kvar i högsta serien och spelade 2016-2017 i Svensk handbollselit (SHE). Säsongen 2016-2017 slutade med en sjundeplats i SHE. I slutspelet besegrades Kristianstad HK av Lugi HF med 3–0 i matcher. Till säsongen 2017-2018 bytte man tränare till den tidigare förbundskaptenen Ulf Schefvert. Säsongen 2017/2018 kom man på femte plats i serien men förlorade kvartsfinalen i slutspelet med 0-3 i matcher mot Lugi.
Säsongen 2018-2019 slutade klubben sist i SHE och degraderades till damallsvenskan. Man tog bara sju poäng efter segrar mot Skövde, Skara och Kungälv och oavgjort mot Skara. Kristianstad HK förlorade de viktiga bottenmatcherna mot Boden och Heid. Sejouren i Allsvenskan blev bara ettårig och sedan hösten 2020 är Kristianstad HK återigen ett lag i SHE. Säsongen 2020-2021 slutade man på femte plats i SHE. I slutspelet 2021 förlorade man till Skara med 0-3 men två av kvartsfinalerna fick avgöras i förlängningar.

## Spelare i urval
- Sarah Carlström (2011–2012, 2013–2019, 2020–)
- Martina Crhová (2012–2022)
- Aslı İskit (2016–2018)
- Petra Kudláčková (2018–2021)
- Lucie Satrapová (2015–2018)